# Daniel Faszczewski
Daniel Faszczewski herbu Prus II – miecznik owrucki w 1768 roku, rotmistrz powiatu zwinogrodzkiego w konfederacji barskiej w 1768 roku.